# Hasan Şaş
Hasan Şaş (Karataş, 1 de agosto de 1976) um ex-futebolista turco, que atuava como meia-atacante. 

## Carreira

### Clubes
Começou no Adana Demirspor, transferindo-se para o Ankaragücü em 1995, após poucas oportunidades. Suas atuações destacadas o levaram a ser transferido para o tradicional Galatasaray em 1998, clube pelo qual ele se destacou internacionalmente e defendeu até a sua aposentadoria, em 2009.

### Seleção Turca
Foi convocado pela primeira vez em 1998 e defendeu a seleção de seu país até 2006.
Atuou pela seleção turca na Copa do Mundo de 2002, onde se consagraram com a 3ª colocação. Dividia o ataque da seleção com Hakan Şükür. Hasan Şaş marcou apenas dois gols pela seleção turca durante toda a sua trajetória, e um desses gols foi justamente na partida de estreia da Copa do Mundo de 2002, contra a seleção brasileira.
Entrou para a Seleção da Copa de 2002 no ataque, ficando atrás de Ronaldo e Miroslav Klose. Junto a ele na seleção estavam seus compatriotas, o goleiro Rüştü Reçber e o zagueiro Alpay Özalan.

## Títulos
Galatasaray
- Campeonato Turco: 1998–99, 1999–00, 2001–02, 2005–06 e 2007–08
- Copa da Turquia: 1998–99, 1999–00 e 2004–05
- Copa da UEFA: 1999–00
- Supercopa da UEFA: 2000
- Supercopa da Turquia: 2008

Seleção Turca
- Copa do Mundo de Futebol de 2002: 3º Lugar